# Fabricació espacial

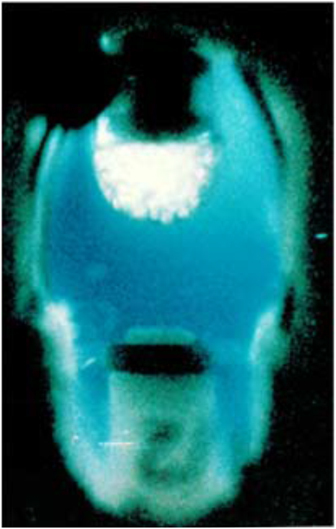
Creixement de cristalls de proteïnes a partir de líquids a l'espai exterior: la part superior mostra una xeringa amb una gota de proteïna extrudida.

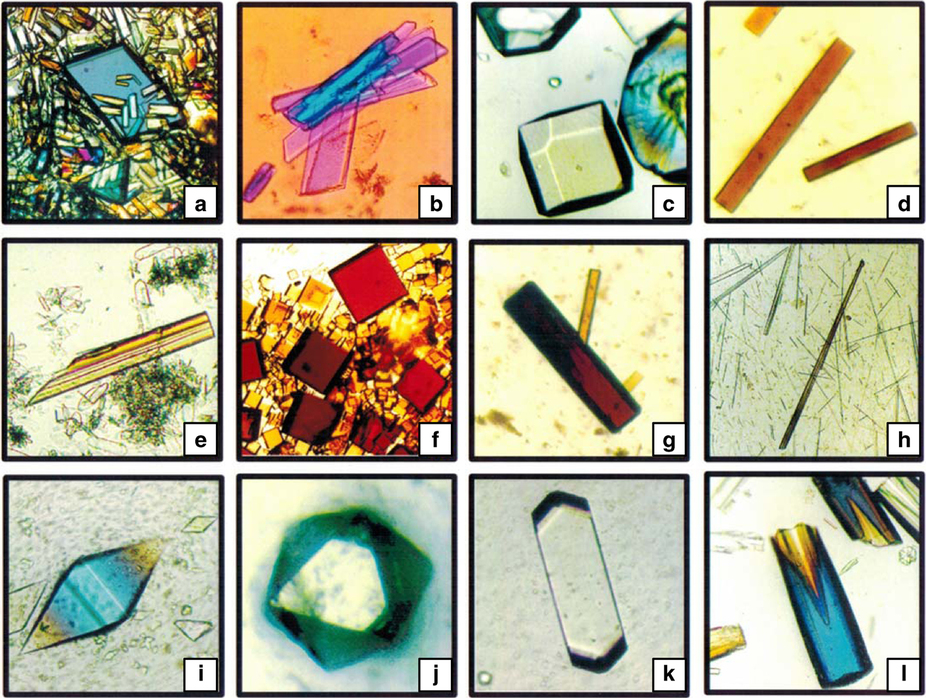
Els cristalls cultivats per científics estatunidencs a l'estació espacial russa Mir el 1995: (a) canavalin romboèdric, (b) creatina-cinasa, (c) lisozim, (d) catalasa de carn de res, (e) alfa-amilasa porcina, (f) catalasa fúngica, (g) mioglobina, (h) concanavalin B, (i) taumatina, (j) apoferritina, (k) satellivirus de mosaic de tabac i (l) canavalin hexagonal.

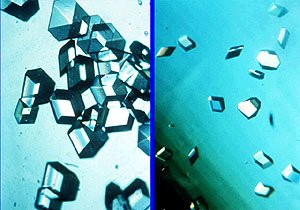
Comparació de cristalls d'insulina crescuts a l'espai exterior (esquerra) i sobre la Terra (dreta).

La fabricació espacial és la producció de bens manufacturats en un entorn exterior a l'atmosfera planetària. Normalment, això inclou condicions de microgravetat i buit extrem. Per a la producció de bens o materials espacials fets a la Terra exclusivament forma part de la indústria espacial
La fabricació a l'espai té diversos avantatges potencials sobre la indústria basada a la Terra.
1. L'entorn únic que pot permetre processos industrials que no es poden reproduir fàcilment a la Terra.
2. Les matèries primeres es podrien elevar a òrbita des d'altres cossos dins del sistema solar i processats a una baixa despesa en comparació amb el cost d'elevar els materials a l'òrbita de la Terra.
3. Els processos potencialment perillosos es poden realitzar a l'espai amb un risc mínim per a l'entorn de la Terra o d'altres planetes.

Es preveu que l'entorn espacial sigui beneficiós per a la producció de diversos productes. Un cop els grans costos de capitalització de muntar instal·lacions de mineria i fabricació siguin reduïts o pagats, la producció haurà de ser rendible econòmicament per esdevenir autosuficient i beneficiós per a la societat. El cost més important és superar l'obstacle energètic per elevar els materials a l'òrbita. Una vegada que aquesta barrera es redueix significativament en el cost per quilogram, el preu d'entrada per a la fabricació de l'espai pot ser molt més atractiu per als emprenedors.
Els requisits econòmics de la fabricació de l'espai impliquen la necessitat de recollir les matèries primeres necessàries amb un cost energètic mínim. El moviment econòmic del material a l'espai està directament relacionat amb el delta-v, o el canvi en la velocitat requerida per passar dels llocs de mineria a les plantes de fabricació. Els asteroides propers a la Terra, Fobos, Deimos i la superfície lunar tenen un delta-v molt més baix en comparació amb el llançament dels materials de la superfície de la Terra a l'òrbita terrestre.

## Per a més informació
- Andrew H. Cutler, Metallurgical Properties of Lunar and Asteroidal Steels, 7th Princeton/AIAA/SSI Conference, 1985.
- David Gump, Space Enterprise: Beyond NASA, Praeger Publishers, 1990, ISBN 0-275-93314-8.
- T. A. Heppenheimer, Colonies in Space, 1977, Stackpole Books, ISBN 0-8117-0397-5.
- Lewis, J., Matthews, M.S., and Guerrieri, M.L., Editors, 1993, Resources of Near-Earth Space, University of Arizona Press, 1993. ISBN 978-0-8165-1404-5.